# اوست‌آربایتر
اوستاربیتر (Ostarbeiter) نام آلمانی نازی برای کارگران برده خارجی بود که از اروپای مرکزی و شرقی اشغال شده برای انجام کار اجباری در آلمان در طول جنگ جهانی دوم جمع‌آوری شده بودند. آلمانی‌ها اخراج غیرنظامیان را در آغاز جنگ آغاز کردند و این کار را در سطوح بی‌سابقه ای پس از عملیات بارباروسا در سال ۱۹۴۱ انجام دادند. آنها اوستاربیتر را از نواحی آلمانی تازه تأسیس رایشس‌کومیساریات اوکراین، ناحیه گالیسیا (که خود وابسته به دولت عمومی است) و رایشس‌کومیساریات اوستلاند دستگیر کردند. این مناطق شامل لهستان تحت اشغال آلمان و سرزمین‌های فتح شده اتحاد جماهیر شوروی بود. به گفته پاول پولیان، بیش از ۵۰ درصد از اوستاربیترها رعایای سابق شوروی بودند که از قلمرو اوکراین امروزی منشأ می‌گرفتند و پس از آن کارگران زن لهستانی (نزدیک به ۳۰ درصد از کل) بودند. کارگران شرقی شامل اوکراینی‌ها، لهستانی‌ها، بلاروسی‌ها، روس‌ها، مردم ارمنی، تاتارها و دیگران بودند. تخمین زده می‌شود که تعداد اوستاربیترها بین ۳ تا ۵٫۵ میلیون باشد.